# Pahalgām
Pahalgām är en ort i Indien.   Den ligger i distriktet Anantnāg och unionsterritoriet Jammu och Kashmir, i den norra delen av landet, 600 km norr om huvudstaden New Delhi. Pahalgām ligger 2 155 meter över havet och antalet invånare är 7 750.
Terrängen runt Pahalgām är huvudsakligen bergig, men den allra närmaste omgivningen är kuperad. Pahalgām ligger nere i en dal. Runt Pahalgām är det ganska tätbefolkat, med 86 invånare per kvadratkilometer. Det finns inga andra samhällen i närheten. I omgivningarna runt Pahalgām växer i huvudsak barrskog.